# Janus (Fernsehserie)
Janus ist der Titel einer österreichischen Kriminalserie, die 2012 von MR Film im Auftrag des ORF produziert wurde. Die Erstausstrahlung erfolgte ab 1. Oktober 2013 auf ORFeins. Der Thriller zeigt psychologisch aufgeladene, brutale Gewaltverbrechen.

## Hintergrund
Der forensische Psychologe Leo Benedikt ist gemeinsam mit der Kriminalkommissarin Cara Horvath alle Folgen hindurch dem Geheimnis des undurchsichtigen Pharmakonzerns „Janus“ auf der Spur. Dieser Pharmakonzern forscht offenbar an einem neuen Medikament gegen Schizophrenie und schreckt dabei auch nicht vor Versuchen an Menschen zurück. Als Kollateralschäden begehen zahlreiche Menschen Selbstmord, indem sie mit dem Kopf gegen Wände laufen, um aus einem imaginären Labyrinth zu entkommen.
In jeder Folge gibt es zusätzlich einen Kriminalfall, der entweder Leo Benedikt direkt betrifft oder der in einer Beziehung zum durchgängigen Pharmazie-Fall steht. In Folge 2 leiden Mutter und Tochter an Psychopathie, in Folge 4 wird der Beweis der Theorie des perfekten Mordes versucht, in Folge 5 diagnostiziert Leo Benedikt erst Folie à deux, bis er erkennt, dass nur einer der Ehepartner an Wahn leidet.
Das Drehbuch stammt von Jacob Groll und Sarah Wassermair, Regie führt Andreas Kopriva.

## Hauptfiguren

### Dr. Leo Benedikt
Ist ein Psychologe und verheiratet mit Agnes. Will das Geheimnis um den mysteriösen „Janus“-Konzern lösen. „Leo ist sehr verletzlich, die Ehe nagt an ihm. Außerdem ist er sehr neurotisch und ein Workaholic, der weder von der seltsamen Liebe zu seiner Frau noch von seiner Arbeit abschalten kann.“ (Zitat von Alexander Pschill)

### Dr. Agnes Benedikt
Arbeitet als Pharmakologin bei „Janus“, um ein wirksames Medikament gegen eine Krankheit, unter der sie und ihr Sohn leiden, zu finden.

### Cara Horvath
Ist Bezirksinspektorin bei einem Polizeikommissariat, arbeitet oft mit Leo zusammen. Die beiden wollen gemeinsam den dunklen Machenschaften von Janus auf die Schliche kommen. Außerdem ist sie in Leo verliebt, versucht zwar, ihre Liebe zu „vergessen“, kann es aber nicht. Cara Horvath ist eine sehr sensible Person, die nach außen ein eher kaltes Bild vermittelt.

### Dr. Konstantin Fink
Ist Staatsanwalt und Leos bester Freund.

### Miriam Karner
Assistentin von Leo und Freundin von Konstantin. Sie begeht Selbstmord in der 3. Folge, nachdem sie eine der Pillen von Janus verabreicht bekommen hat.

### Junior
Ist der Sicherheitschef des „Janus“-Konzerns. Sein Vater war der Direktor des Konzerns.

## Der Janus-Konzern
Über ihn weiß man nicht besonders viel, bis auf den Umstand, dass es ein Pharmazeutik-Konzern ist, der sich zur Aufgabe gemacht hat, Schizophrenie zu heilen. Dabei schreckt er auch nicht vor Versuchen an Menschen zurück. Die Fäden werden offensichtlich von sehr (politisch sowie wirtschaftlich) mächtigen Personen gezogen.
Bisher bekannte Figuren im Janus-Konzern:
- Dr. Agnes Benedikt (Barbara Romaner): in der Forschung tätige Pharmakologin
- Junior (Christopher Schärf): Sicherheits-Chef
- Dr. Lorenz Laudon (Karl Fischer): Wissenschafts-Chef
- Senior (Heinz Trixner): Wirtschafts-Chef
- Sebastian Afshar (Morteza Tavakoli): wissenschaftlicher Mitarbeiter, arbeitet eng mit Dr. Agnes Benedikt zusammen
- „Sie“ (Anna Tenta): Eine der Eigentümer

## Besetzung
| Schauspieler       | Rollenname       | Aufgabe in der Serie                                                               |
| Alexander Pschill  | Leo Benedikt     | Forensischer Psychologe, mit Agnes verheiratet                                     |
| Barbara Romaner    | Agnes Benedikt   | Pharmazeutin bei Janus, mit Leo verheiratet                                        |
| Moritz Uhl         | Florian Benedikt | Sohn von Leo und Agnes                                                             |
| Franziska Weisz    | Cara Horvath     | Bezirksinspektorin                                                                 |
| Andreas Kiendl     | Konstantin Fink  | Staatsanwalt                                                                       |
| Barbara Kaudelka   | Miriam Karner    | Assistentin von Leo Benedikt, begeht in der 3. Folge Selbstmord durch Januspillen. |
| Holger Schober     | Stefan Prader    | Patient von Janus.                                                                 |
| Christopher Schärf | Junior           | Chief Security Officer bei Janus                                                   |
| Karl Fischer       | Lorenz Laudon    | Geschäftsführer von Janus                                                          |
| Morteza Tavakoli   | Sebastian Afshar | Pharmazeut, Kollege von Agnes Benedikt                                             |
| Anna Tenta         | Sie              | Eigentümerin von Janus                                                             |
| Tim Breyvogel      | Matthias         | Betreiber der Disco Bron                                                           |
| Nikolaus Barton    | Markus Schneider | Polizeibeamter                                                                     |
| Silvia Fenz        | Doro Schubert    |                                                                                    |

## Ausstrahlung und DVD-Veröffentlichung
Die Erstausstrahlung erfolgte von 1. Oktober 2013 bis zum 12. November 2013 auf dem österreichischen Fernsehsender ORFeins.
| Nr. | Originaltitel | Erstausstrahlung A |
| --- | ------------- | ------------------ |
| 1   | Folge 1       | 1. Okt. 2013       |
| 2   | Folge 2       | 8. Okt. 2013       |
| 3   | Folge 3       | 15. Okt. 2013      |
| 4   | Folge 4       | 22. Okt. 2013      |
| 5   | Folge 5       | 29. Okt. 2013      |
| 6   | Folge 6       | 5. Nov. 2013       |
| 7   | Folge 7       | 12. Nov. 2013      |

Seit 13. November 2013 ist „Janus“ als DVD im Medienhandel sowie beim Hoanzl-Verlag erhältlich.